# Coelops
Coelops — рід кажанів родини Hipposideridae.

## Поширення
Рід широко поширений в Індії, Китаї, Індокитаї, Індонезії і на Філіппінах.

## Морфологія
Голова і тіло довжиною 28—50 мм, хвіст дуже короткий чи відсутній, передпліччя довжиною 33—47 мм. Вага A. tricuspidatus 3.5—4 гр, вага A. stoliczkanus 6—8 гр. Забарвлення зверху яскраво-коричневе, попелясто-коричневе знизу, 	
смугляве чи чорнувате, низ коричнюватий чи попелястий. Вуха короткі, заокруглені.

## Види
- Coelops frithii Blyth, 1848
- Coelops hirsutus Miller, 1910
- Coelops robinsoni Bonhote, 1908